# ハビエル・バルデム
ハビエル・アンヘル・エンシーナス・バルデム（Javier Ángel Encinas Bardem, 1969年3月1日 - ）は、スペインの俳優。

## 生い立ち
カナリア諸島ラス・パルマスにて、祖父母の代から俳優の芸能一家に生まれる。叔父は監督のフアン・アントニオ・バルデム。6歳でデビューし、テレビなどに出演するようになるが、一方でラグビーの世代別スペイン代表チームに選抜されるなど、スポーツ選手としても活躍。しかし芸術に興味を持ち、マドリッドで4年間絵画を学ぶが、才能がないと感じて画家への道を諦める。

## キャリア
ビガス・ルナに見いだされ、1990年に『ルルの時代』で映画デビュー。1992年公開の同監督の『ハモンハモン』でスペイン国内での知名度は上がり、その後の出演作品でスペイン版アカデミー賞と言われるゴヤ賞を受賞した。しかしそれでも英語圏での知名度は上がらず、スペイン国内での活動がしばらく続いた。
1997年、ジョン・マルコヴィッチに自身の演技力を注目され、英語作品への出演オファーをされたが、当時はまだ英語が疎かったために断った。
2000年、英語作品『夜になるまえに』で初主演を飾った。本作では実在したキューバ出身でアメリカに亡命したゲイの作家、レイナルド・アレナスを演じた。劇中ではエイズに冒された作家という難役に挑んだが、その演技は高く評価され、ヴェネツィア国際映画祭 男優賞を受賞。また、スペイン人俳優として初めてアカデミー賞主演男優賞にノミネートされた。
2004年にはスペイン映画『海を飛ぶ夢』で、実在した尊厳死活動家のラモン・サンペドロを演じ、下半身不随によりベッドで寝たきり状態になった主人公の演技は再び絶賛され、二度目のヴェネツィア国際映画祭 男優賞を受賞。同年からはハリウッド作品にも出演するようになり、『コラテラル』では脇役で出演した。
2007年に公開されたコーエン兄弟監督の『ノーカントリー』では、冷酷無比なサイコパスの殺し屋アントン・シガーを演じ、映画史に残る悪役として称賛され、スペイン人俳優として初めてゴールデングローブ賞助演男優賞、アカデミー賞助演男優賞を受賞した。
2010年にはアレハンドロ・ゴンサレス・イニャリトゥ監督の『BIUTIFUL ビューティフル』でスペイン語の演技をし、カンヌ国際映画祭の男優賞を受賞した。また、同年度のアカデミー賞主演男優賞などにもノミネートされ、5度目のゴヤ賞（4度目の主演男優賞）を受賞している。
2012年には50周年を飾り、シリーズ最高の興行収入を記録した007シリーズ第23作『007 スカイフォール』で悪役シルヴァを演じ、同年度の英国アカデミー賞で助演男優賞にノミネートされた。
ジャンルや国を問わず幅広く活動を続けているが、2010年代後半以降は『パイレーツ・オブ・カリビアン/最後の海賊』（2017年）や『DUNE/デューン 砂の惑星』（2021年）といったハリウッドの超大作で脇役を演じながらも、『誰もがそれを知っている』（2018年）等の祖国の文芸作品では主演を務めるという傾向が強くなる。
2021年の『愛すべき夫妻の秘密』ではニコール・キッドマンと初共演し、アカデミー主演男優賞に再びノミネートされる。同年には妻のペネロペ・クルスも『パラレル・マザーズ』でアカデミー主演女優賞にノミネートされており、夫婦揃ってのノミネートとなった。

### 演技における評価
『ゴッドファーザー』や『狼たちの午後』で知られる名優のアル・パチーノは『夜になるまえに』を鑑賞後、留守電にメッセージを残して称賛した。
ショーン・ペンは『BIUTIFUL ビューティフル』を鑑賞してその演技に圧倒され、上映終了後には15分間言葉が出なかったとインタビューで答えている。

## 私生活
2010年7月にバハマで女優のペネロペ・クルスと結婚。2011年1月に長男（レオ・エンシーナス・クルス）が誕生。2013年7月に長女ルナが誕生した。
ロック音楽やヘヴィメタルを好み、AC/DCの大ファンである。

## 主な出演作品

### 映画
| 年   | 題名                                                                                     | 役名                       | 備考 | 吹き替え           |
| ---- | ---------------------------------------------------------------------------------------- | -------------------------- | --- | ------------------ |
| 1990 | ルルの時代 Edades de Lulú, Las                                                           | ジミー                     | |                    |
| 1991 | ハイヒール Tacones lejanos                                                               | Regidor T.V.               | |                    |
| 1992 | ハモンハモン Jamón, jamón                                                                | エル・チョリソ             | |                    |
| 1993 | ゴールデン・ボールズ Huevos de oro                                                       | ベニート・ゴンザレス       | |                    |
| 1993 | El Amante Bilingüe                                                                       | El impiabotas              | N/A |                    |
| 1994 | 時間切れの愛 Días contados                                                               | リサルド                   | ゴヤ賞助演男優賞 受賞 |                    |
| 1994 | El detective y la muerte                                                                 | コルネリオ探偵             | | N/A                |
| 1995 | 電話でアモーレ Boca a boca                                                               | ビクトル・ベンツラ         | ゴヤ賞主演男優賞 受賞 |                    |
| 1996 | Éxtasis                                                                                  | ロテル                     | | N/A                |
| 1996 | フレネシ-愛じゃない、それは熱- Más que amor, frenesí                                     |                            | |                    |
| 1997 | ライブ・フレッシュ Carne trémula                                                         | デイビッド                 | 石塚運昇 |                    |
| 1997 | ペルディータ Perdita Durango                                                             | ロメオ・ドロローザ         | |                    |
| 1999 | スカートの奥で Entre las piernas                                                         | ハビエル                   | 田中正彦 |                    |
| 1999 | 第二の皮膚 Segunda piel                                                                  | ディエゴ                   | |                    |
| 1999 | Los Lobos de Washington                                                                  | アルベルト                 | N/A |                    |
| 2000 | 夜になるまえに Before Night Falls                                                        | レイナルド・アレナス       | アカデミー主演男優賞 ノミネート ゴールデングローブ賞 主演男優賞 (ドラマ部門) ノミネート ヴェネツィア国際映画祭 男優賞 受賞 ナショナル・ボード・オブ・レビュー賞 男優賞 受賞                                         | 原康義             |
| 2001 | ウェルカム!ヘヴン Sin noticias de Dios                                                   | トニー・グラコ             | クレジット表記なし | 不明               |
| 2002 | ダンス オブ テロリスト The Dancer Upstairs                                               | アグスティン・レハス       | | 小杉十郎太         |
| 2002 | Los Lunes al Sol                                                                         | サンタ                     | ゴヤ賞主演男優賞 受賞 | N/A                |
| 2004 | コラテラル Collateral                                                                    | フェリックス               | | 大川透             |
| 2004 | 海を飛ぶ夢 Mar adentro                                                                   | ラモン・サンペドロ         | ゴールデングローブ賞 主演男優賞 (ドラマ部門) ノミネート ヨーロッパ映画賞 男優賞 受賞 ゴヤ賞主演男優賞 受賞 ヴェネツィア国際映画祭 男優賞 受賞                                                                       | 大塚明夫           |
| 2006 | 宮廷画家ゴヤは見た Goya's Ghosts                                                         | ロレンゾ修道士             | | 江原正士           |
| 2007 | コレラの時代の愛 Love in the Time of Cholera                                             | フロレンティーノ・アリーサ | 宮本充 |                    |
| 2007 | ノーカントリー No Country for Old Men                                                    | アントン・シガー           | アカデミー助演男優賞 受賞 ゴールデングローブ賞 助演男優賞 受賞 英国アカデミー賞 助演男優賞 受賞 放送映画批評家協会賞 助演男優賞 受賞 ニューヨーク映画批評家協会賞 助演男優賞 受賞 全米映画俳優組合賞助演男優賞 受賞 | 谷昌樹             |
| 2008 | それでも恋するバルセロナ Vicky Cristina Barcelona                                        | フアン・アントニオ         | ゴールデングローブ賞 主演男優賞 (ミュージカル・コメディ部門) ノミネート | 山路和弘           |
| 2010 | BIUTIFUL ビューティフル Biutiful                                                         | ウスバル                   | アカデミー主演男優賞 ノミネート 英国アカデミー賞 主演男優賞 ノミネート カンヌ国際映画祭 男優賞 受賞 ゴヤ賞主演男優賞 受賞                                                                                           | （吹き替え版なし） |
| 2010 | 食べて、祈って、恋をして Eat, Pray, Love                                                 | フェリペ                   | | 江原正士           |
| 2012 | トゥ・ザ・ワンダー To the Wonder                                                         | クインターナ神父           | （吹き替え版なし） |                    |
| 2012 | 007 スカイフォール Skyfall                                                               | ラウル・シルヴァ           | 英国アカデミー賞 助演男優賞 ノミネート | 内田直哉           |
| 2013 | スコーピオン 反逆のボクサー Alacran Enamorado                                            | ソリス                     | 日本劇場未公開 |                    |
| 2013 | 悪の法則 The Counselor                                                                   | ライナー                   | | 江原正士           |
| 2014 | オートマタ Autómata                                                                      | 青いロボット               | 声の出演 | 不明               |
| 2015 | ザ・ガンマン The Gunman                                                                  | フェリックス               | | 黒澤剛史           |
| 2016 | ラスト・フェイス The Last Face                                                           | ミゲル・レオン             | 日本劇場未公開 | （吹き替え版なし） |
| 2017 | パイレーツ・オブ・カリビアン/最後の海賊 Pirates of the Caribbean: Dead Men Tell No Tales | サラザール                 | | 大塚明夫           |
| 2017 | マザー! Mother!                                                                          | 彼                         | | 大塚明夫           |
| 2017 | ラビング・パブロ Escobar                                                                 | パブロ・エスコバル         | ゴヤ賞主演男優賞 ノミネート | （吹き替え版なし） |
| 2018 | 誰もがそれを知っている Todos lo saben                                                    | パコ                       | ゴヤ賞主演男優賞 ノミネート | （吹き替え版なし） |
| 2020 | 選ばなかったみち The Roads Not Taken                                                     | レオ                       | | （吹き替え版なし） |
| 2021 | DUNE/デューン 砂の惑星 Dune                                                              | スティルガー               | 大塚明夫 |                    |
| 2021 | 愛すべき夫妻の秘密 Being The Richardos                                                   | デジ・アーナズ             | アカデミー主演男優賞 ノミネート ゴールデングローブ賞 主演男優賞 (ドラマ部門) ノミネート | 内田直哉           |
| 2021 | The Good Boss                                                                            | フリオ・ブランコ           | ゴヤ賞主演男優賞 受賞 | N/A                |
| 2022 | シング・フォー・ミー、ライル Lyle, Lyle, Crocodile                                       | ヘクター・P・ヴァレンティ  | | 石丸幹二           |
| 2023 | リトル・マーメイド The Little Mermaid                                                    | トリトン王                 | 大塚明夫 |                    |
| 2024 | デューン 砂の惑星PART2 Dune: Part Two                                                    | スティルガー               | 大塚明夫 |                    |
| 2024 | エリアンと魔法の絆 Spellbound                                                            | ソロン王                   | 大塚明夫 | 声の出演           |
| 2025 | F1/エフワン F1                                                                           | ルーベン・セルバンテス     | 大塚明夫 |                    |
| 2026 | The Beloved                                                                              |                            | 撮影中 |                    |

### テレビ
| 公開年 | 邦題/原題                                                                     | 役名               | 備考                                 | 吹き替え |
| ------ | ----------------------------------------------------------------------------- | ------------------ | ------------------------------------ | -------- |
| 2020   | Home Movie: The Princess Bride                                                | Inigo Montoya      | 計1話出演                            | N/A      |
| 2024   | モンスターズ: メネンデス兄弟の物語 Monsters: The Lyle and Erik Menendez Story | ホセ・メネンデス   | Netflixオリジナルドラマ 兼製作総指揮 | 大塚明夫 |
| TBA    | Cape Fear                                                                     | マックス・ケイディ | ミニシリーズ 兼製作総指揮            |          |

## 主な受賞
- アカデミー賞
  - 2007年度 助演男優賞 『ノーカントリー』
- ゴールデングローブ賞
  - 2007年度 助演男優賞 『ノーカントリー』
- 英国アカデミー賞
  - 2007年度 助演男優賞 『ノーカントリー』
- ゴヤ賞
  - 1994年度 助演男優賞 『時間切れの愛』
  - 1995年度 主演男優賞 『電話でアモーレ』
  - 2002年度 主演男優賞 『Los lunes al sol』
  - 2004年度 主演男優賞 『海を飛ぶ夢』
  - 2010年度 主演男優賞 『BIUTIFUL ビューティフル』
- ヨーロッパ映画賞
  - 1997年度 観客賞（男優賞）
  - 2004年度 男優賞 『海を飛ぶ夢』
- ヴェネツィア国際映画祭
  - 2000年度 男優賞 『夜になるまえに』
  - 2004年度 男優賞 『海を飛ぶ夢』
- カンヌ国際映画祭
  - 2010年度 男優賞 『ビューティフル BIUTIFUL』
- インディペンデント・スピリット賞
  - 2000年度 主演男優賞 『夜になるまえに』
- 全米映画俳優組合賞
  - 2007年度 助演男優賞 『ノーカントリー』

## 日本語吹き替え
『パイレーツ・オブ・カリビアン/最後の海賊』以降、大塚明夫が大半の作品で担当している。なお、初担当は同作以前の『海を飛ぶ夢』であった。
このほかにも、江原正士、内田直哉、原康義、谷昌樹、山路和弘、田中正彦なども声を当てている。

## 参照
1. ↑  Turner, Christopher (2008年2月9日). “'I always fight directors'”. The Guardian. 2011年4月16日閲覧。
2. ↑  “Javier Bardem As Four Year Old On Spanish TV (VIDEO)”.   Huffington Post (2010年10月23日). 2012年8月3日閲覧。
3. 1 2  Schroot, Hannah (2011年2月22日). “Javier Bardem: 10 things you need to know about the Oscar-nominated actor”.   Mirror. 2011年3月29日閲覧。
4. ↑  Pierce, Nev. “Interview with Javier Bardem”. BBC 2007年10月12日閲覧。 {{cite news}}: 不明な引数|coauthors=が空白で指定されています。 (説明)⚠
5. 1 2  Cobiella, Kelly (2011年1月9日). “Javier Bardem: Acting, Fame Are Contradictory”.   CBC News. 2011年4月6日閲覧。
6. ↑  Hay, Carla (2008年8月19日). “Javier Bardem: The Reluctant Romantic”.  Lifetime. 2012年1月11日時点のオリジナルよりアーカイブ。2011年3月29日閲覧。
7. ↑  “Report: Penelope Cruz, Javier Bardem Marry”.   TVGuide.com. 2012年8月3日閲覧。
8. ↑  Rolfe, Pamela (2011年2月8日). “Name of Javier Bardem, Penelope Cruz's Son Revealed”. The Hollywood Reporter. 2011年2月9日閲覧。
9. ↑  “Luna, ha sido el nombre que Penélope Cruz y Javier Bardem ha escogido para su hija” (Spanish). La Vanguardia. 2013年7月31日閲覧。
10. ↑  https://www.cbsnews.com/news/javier-bardem-acting-fame-are-contradictory/